# 이위츠

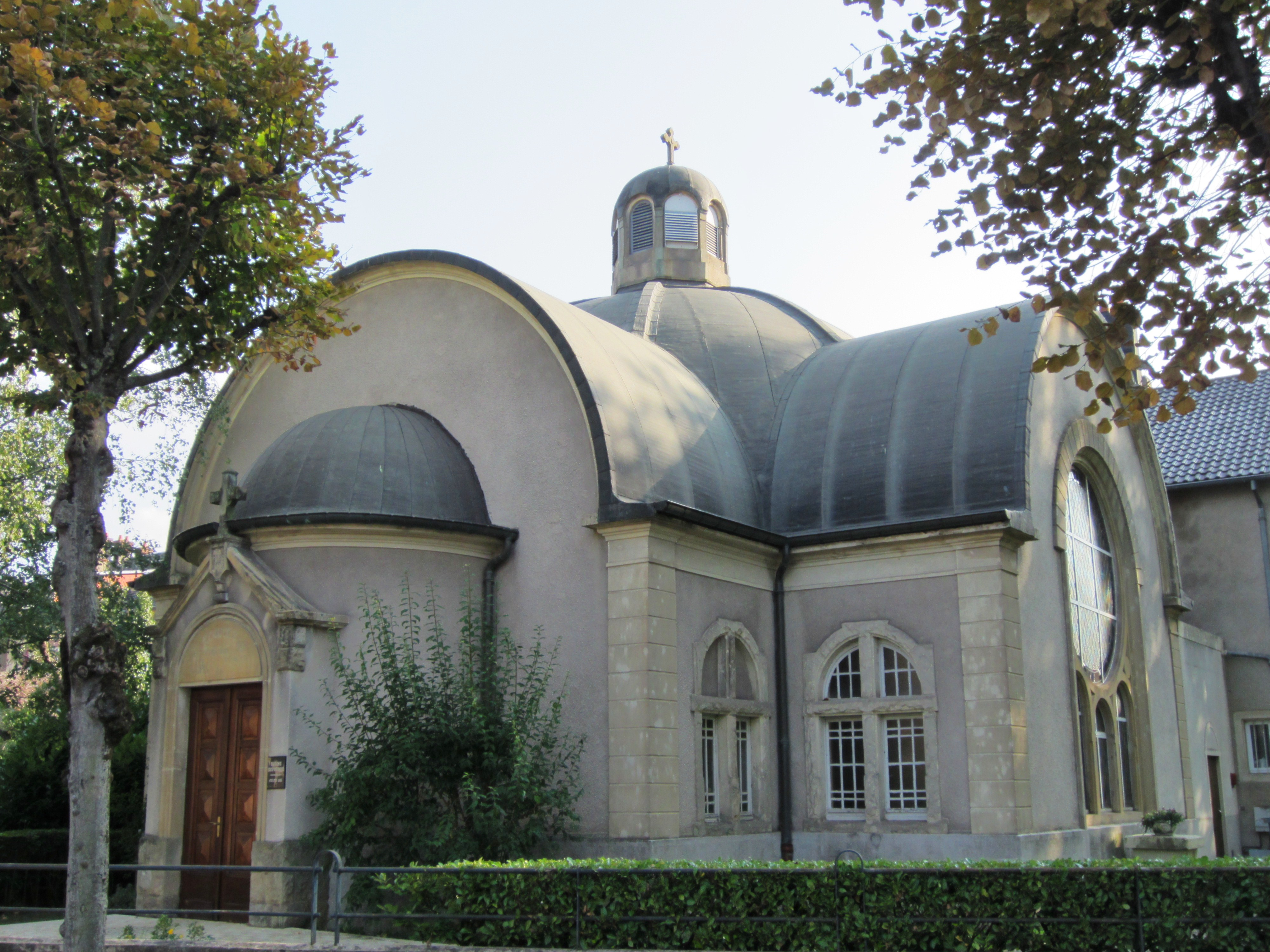

이위츠(프랑스어: Yutz [jyts], 독일어: Jeutz 요이츠[*], 룩셈부르크어: Jäiz)는 프랑스 북동부 그랑테스트 지방 모젤주에 위치한 지자체이다. 룩셈부르크 및 독일과의 국경과 가까이에 있다. 1971년 Basse-Yutz와 Haute-Yutz라는 두 지자체가 병합되어 만들어졌다. 1810년 합해진 Macquenom이라는 코뮌도 있다.
도시는 모젤강 옆에 있으며 티옹빌 시와 접해 있다. 켈트 문화의 정수라고 여겨지는 이위츠 물병 플라곤(Basse Yutz Flagons)가 이 지역에서 발견되었다.